# Jenaer Scholle
Die Jenaer Scholle liegt nordnordöstlich der Linie Weimar–Magdala–Rothenstein und stellt als Teil der Randplatten des Thüringer Beckens in Thüringen ein von der Saale und ihren Zuläufen durchbrochenes Muschelkalk-Plateau dar. Gemeinsam mit der Ohrdrufer Platte, den Reinsbergen und der Ilm-Saale-Platte bildet die Jenaer Scholle den Naturraum Ilm-Saale- und Ohrdrufer Platte. Geologisch kann das nördliche Ostthüringen vereinfacht als Hochplateau bezeichnet werden, das durch die Eisvorstöße der Elster-Kaltzeit überformt wurde und von den Flusstälern vor allem der Saale, der Orla und der Weißen Elster zerschnitten wird.

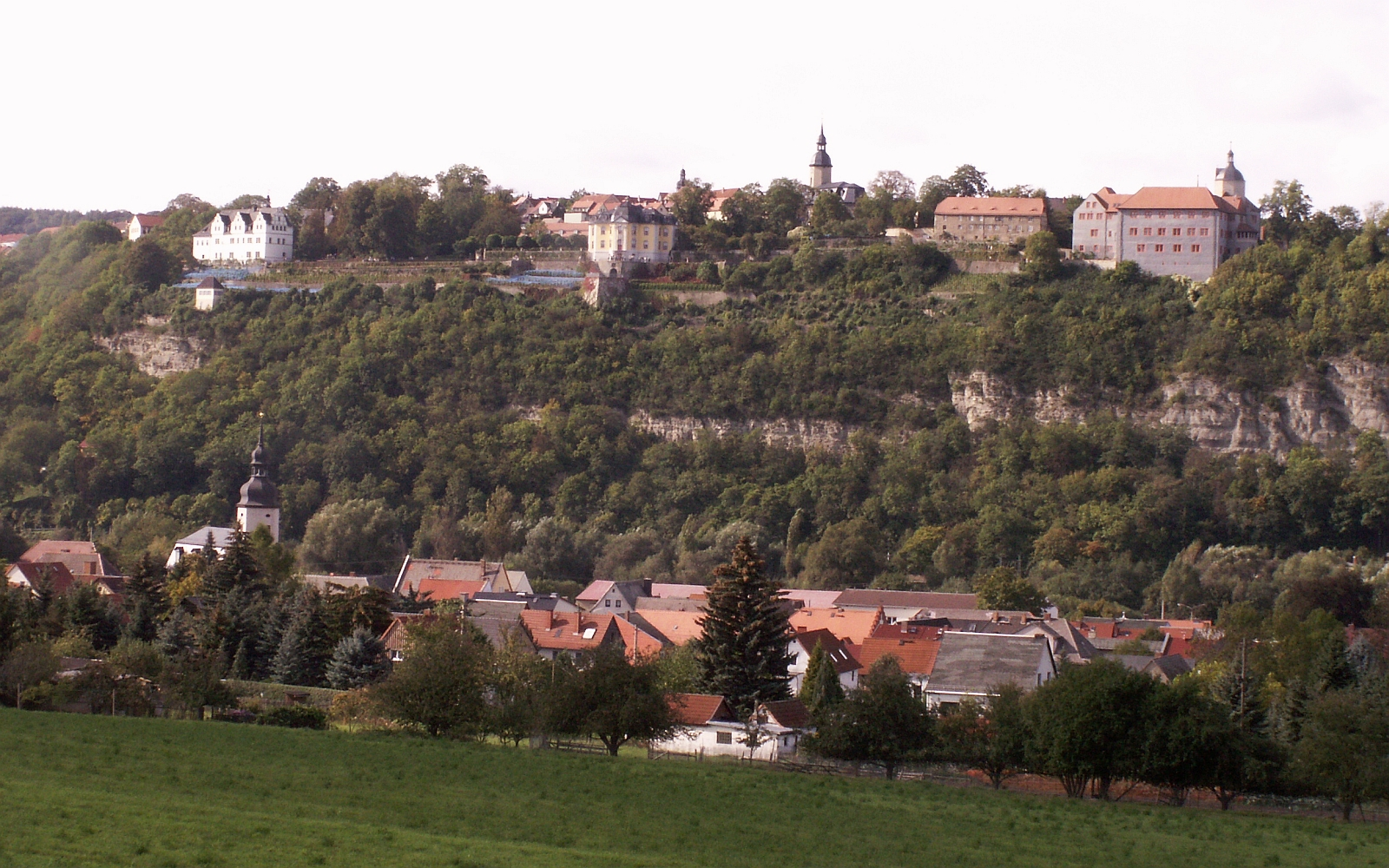
Steilhang in der Jenaer Scholle: Oben Dornburg, etwa 220 m ü. NHN, unten Dorndorf, etwa 140 m ü. NHN.

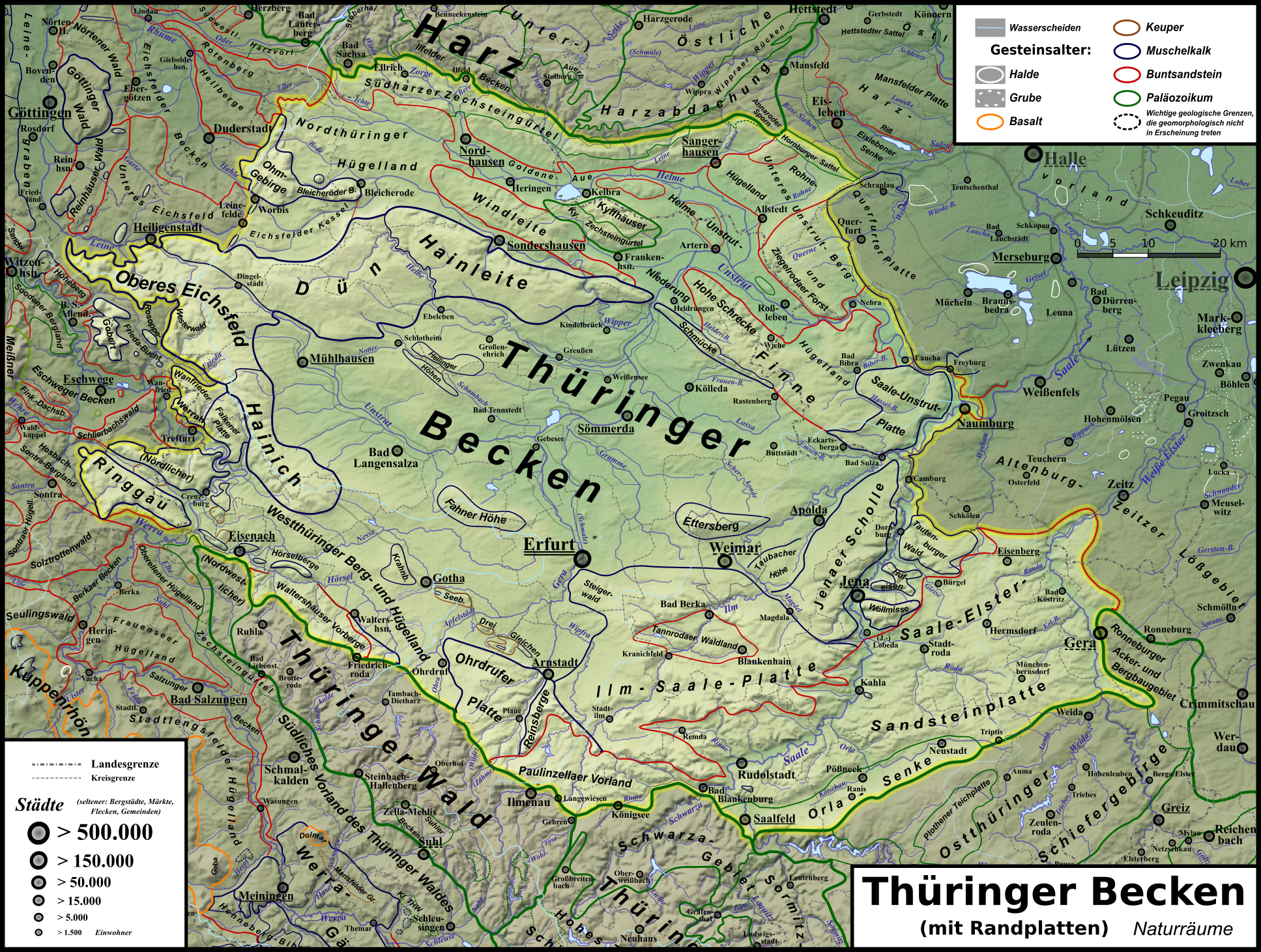
Ausdehnung der Randplatten, Störungen und Schollen in Thüringen

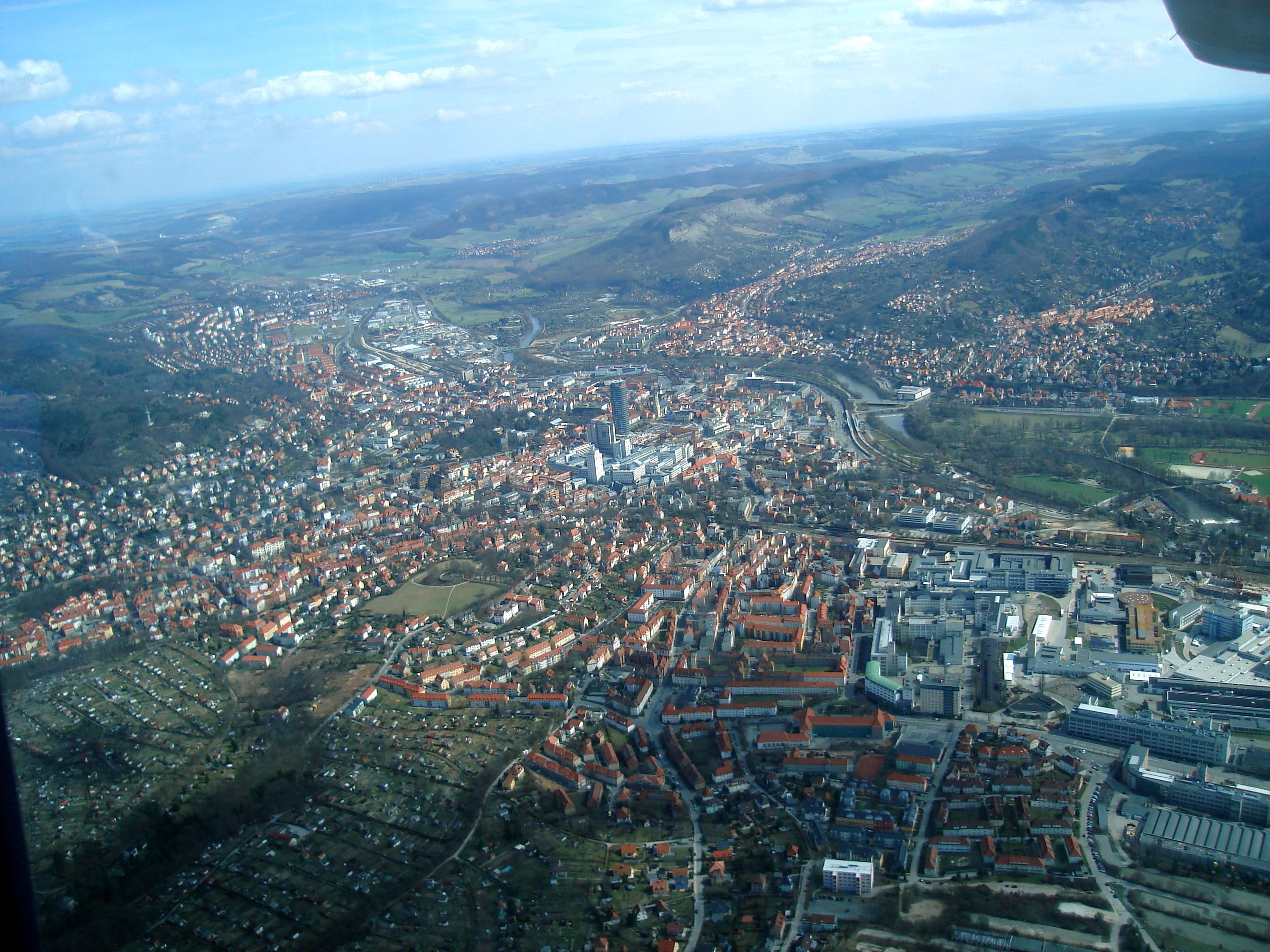
Ein Überflug über den Jenaer Forst lässt die erdgeschichtliche Homogenität des Hochplateaus erahnen und verdeutlicht die Wirkungen der fluviatilen Erosion.

## Erhebungen westlich der Saale
Die Abgrenzung der westlichen Jenaer Scholle zur Ilm-Saale-Platte ist interpretationsfähig. Vorbehaltlich der endgültigen wissenschaftlichen Einordnung sind die nachfolgenden Erhebungen des Plateaus auf Jenaer Stadtgebiet markant reliefiert (siehe auch Leutratal und Cospoth, Jena#Berge und Höhen).
- Cospoth (397 m)
- Mönchsberg (399 m)
- Coppanzer Berg (422 m)
- Lämmerberg/Holzberg (346,1 m)
- Windknollen (362 m)
- Schweizerhöhe (330 m)
- Sonnenberge (323 m)
- Jägerberg (341 m)

Nach Westen und Norden schließen sich weitere Erhebungen an, darunter der 345 m hohe Plattenberg in Neuengönna. Das Plateau fällt bis zu seinem nördlichen Ende in der Nähe der Ilm-Mündung sanft auf 262 m ab.

## Erhebungen östlich der Saale
Siehe auch: Liste von Bergen und Erhebungen in Thüringen
- Wöllmisse (mit einem namenlosen Berg[2] von 404,8 m Höhe); im Südosten der Kreisfreien Stadt Jena / im Westen des Saale-Holzland-Kreises
  - Jenaer Hausberg (391,7 m); Jena
  - Kernberge (391,6 m); Jena
  - Johannisberg (373,0 m); Jena
  - Wölmse (383,1 m); Jena / Bürgel, Saale-Holzland-Kreis
- Hufeisen (375,3 m); Jena / Saale-Holzland-Kreis
  - Jenzig (385,1 m); Jena
  - Großer Gleisberg (385,1 m); Jena
  - Alter Gleisberg (355 m); Löberschütz, Saale-Holzland-Kreis
- Tautenburger Wald (360 m); Saale-Holzland-Kreis
  - Poxdorfer Höhe (356,0 m); Poxdorf, Saale-Holzland-Kreis
  - Pfennigsberg (324, 3 m); Frauenprießnitz, Saale-Holzland-Kreis
  - Hohe Lehde (319,0 m); zwischen Golmsdorf und Dornburg-Camburg, zum Gemeindegebiet Tautenburg gehörig, Saale-Holzland-Kreis
  - Hankelsberg (276,9 m); Dornburg-Camburg, Saale-Holzland-Kreis